# Bassia prostrata
Bassia prostrata là loài thực vật có hoa thuộc họ Dền. Loài này được (L.) Beck mô tả khoa học đầu tiên năm 1909.